# فرانسيسكو دا سيلفا
فرانسيسكو دا سيلفا (مواليد 7 مايو 1945) هو مبارز بالسيف برتغالي، مثّل بلاده في الألعاب الأولمبية الصيفية 1968.

## روابط خارجية
فرانسيسكو دا سيلفا على موقع أوليمبيديا (الإنجليزية)